# St. Regis Mountain Fire Observation Station
La St. Regis Mountain Fire Observation Station est une tour de guet du comté de Franklin, dans l'État de New York, dans le nord-est des États-Unis. Située à 876 mètres d'altitude dans les Adirondacks, elle est protégée au sein de la Saint Regis Canoe Area. Construite en 1918, elle est inscrite au Registre national des lieux historiques depuis le 15 mars 2005.